# Moissac
Moissac er en by i departementet Tarn-et-Garonne i det sydvestlige Frankrig. Byen ligger 60 km nordvest for Toulouse på en gammel pilgrimsrute til Santiago de Compostela. Byen har 12.326 indbyggere (1999).
Moissac er kendt for Saint-Pierre-katedralen. I tilknytning til kirken fandtes i middelalderen et af de største cluniacensiske klostre. Kirkens vestlige del og klostergården med flere kapitælskulpturer er bevaret.
- Wikimedia Commons har flere filer relateret til Moissac

44°06′17″N 1°05′07″Ø / 44.1047°N 1.0853°Ø